# 世界でいちばん好きな人
「世界でいちばん好きな人」（せかいでいちばんすきなひと）は2006年11月29日にzetima（アップフロントワークス）から発売されたKAN31作目のシングル。

## 解説
アルバム『遥かなるまわり道の向こうで』からのリカット。カップリングにカバー曲を収録。

## 収録曲
全曲作詞・作曲：KAN（特記以外）
1. 世界でいちばん好きな人
  - 編曲：KAN・小林信吾
2. チェリー
  - 作詞・作曲：草野マサムネ／編曲：KAN・小林信吾
3. 東京熱帯SQUEEZE （Live/Unplugged）
4. 世界でいちばん好きな人（Instrumental）